# 4398 Chiara
4398 Chiara è un asteroide della fascia principale. Scoperto nel 1984, presenta un'orbita caratterizzata da un semiasse maggiore pari a 2,3652707 UA e da un'eccentricità di 0,0650550, inclinata di 4,97023° rispetto all'eclittica.